# Neodythemis campioni
Neodythemis campioni is een libellensoort uit de familie van de korenbouten (Libellulidae), onderorde echte libellen (Anisoptera).
De soort staat op de Rode Lijst van de IUCN als niet bedreigd, beoordelingsjaar 2006.
De wetenschappelijke naam Neodythemis campioni is voor het eerst geldig gepubliceerd in 1915 door Ris.